# 黑斑紅長筒金花蟲
黑斑紅長筒金花蟲（学名：Coptocephala bifasciata）为金花蟲科巨首長筒金花蟲屬下的一个种。